# Rock and roller
Kovács Kati nyolcadik önálló albuma. 1976-ban jelent meg kizárólag hangkazettán. Az album a Locomotiv GT-vel közös két albumból készült válogatás. Valószínűleg ez az első rockzenei kazettaválogatás Magyarországon.
A kazettán kizárólag Presser Gábor és Somló Tamás zeneszerzők dalai szerepelnek, tehát Barta Tamás-szerzemények nem, hiszen disszidálása miatt az ő közreműködésével készült lemezeket bevonták a forgalomból. A Kovács Kati és a Locomotiv GT c. album sem volt már ekkor kapható.

## Dalok
A
- 1. Rock and roller
- 2. Maradj még
- 3. Sorsom
- 4. Várlak
- 5. Az eső és én

B
- 1. Nekem biztos lesz egy fiam
- 2. Közel a naphoz
- 3. Taníts meg élni
- 4. Segíts túl az éjszakán
- 5. Ha a dobos megengedné

## Közreműködők
- Kovács Kati
- Locomotiv GT
  - Presser Gábor
  - Barta Tamás
  - Somló Tamás
  - Karácsony János
  - Laux József
  - Solti János
- Adamis Anna

### EgyébKovács Kati–LGTközös produkciók
1974 Kovács Kati és a Locomotiv GT (album)
1976 Közel a naphoz (album)
1979 Presser Gábor szerzői estje a Magyar Rádióban
1980 Ennyi kell (Kojak Budapesten c. film zenéje)
1982 Játssz még! (Kovács Kati és Sztevanovity Zorán duettje)
1987 Kérlek, fogadd el (Kovács Kati és Karácsony János duettje)
2008 Szólj rám, ha hangosan énekelek (MTV Icon – LGT)